# Brachicoma davidsoni
Brachicoma davidsoni is een vliegensoort uit de familie van de dambordvliegen (Sarcophagidae). De wetenschappelijke naam van de soort is voor het eerst geldig gepubliceerd in 1894 door Daniel William Coquillett.